# Redouan El Yaakoubi
Redouan El Yaakoubi (Utrecht, 25 januari 1996) is een Nederlands-Marokkaans voetballer die als verdediger voor RKC Waalwijk speelt.

## Clubcarrière

### Jong FC Utrecht
El Yaakoubi speelde in de jeugd van USV Elinkwijk, waar hij in 2015 vertrok om bij hoofdklasser VV De Meern te spelen. In januari 2017 werd hij voor het seizoen 2017/18 vastgelegd door DVS '33 Ermelo, maar in mei 2017 koos hij voor FC Utrecht waar hij voor Jong FC Utrecht ging spelen. Hij debuteerde in het betaald voetbal op 25 augustus 2017 in de met 2–1 verloren uitwedstrijd tegen FC Dordrecht. Na zes wedstrijden in de eerste divisie tekende El Yaakoubi zijn eerste profcontract bij FC Utrecht. Hij tekende voor 2,5 jaar, met een optie voor een extra seizoen. Tussen 27 augustus en 14 september 2018 was hij viermaal aanvoerder van Jong FC Utrecht. Hij speelde in totaal 45 wedstrijden voor Jong FC Utrecht, maar debuteerde nooit voor het eerste elftal. 

### Telstar
In juli 2019 tekende hij voor twee seizoenen bij Telstar. Hij debuteerde op 12 augustus 2019 voor Telstar in de uitwedstrijd met Jong AZ. In zijn eerste seizoen bij Telstar speelde El Yaakoubi behalve centrale verdediger ook af en toe als rechtsback, linksback en zelfs rechtsmid. Hij kwam in twee seizoenen voor Telstar tot 57 wedstrijden in de Eerste divisie.

### Excelsior
In 2021 vertrok El Yaakoubi naar Excelsior Rotterdam, waar hij van Marinus Dijkhuizen meteen de aanvoerdersband kreeg. Hij maakte op 6 augustus zijn debuut voor Excelsior tegen TOP Oss (nederlaag). Een week later scoorde hij in de 2–1 overwinning op Roda JC zijn eerste goal in het betaalde voetbal. Dat seizoen promoveerde El Yaakoubi met Excelsior na een spectaculaire overwinning op ADO Den Haag. Excelsior speelde in eigen huis met 1–1 gelijk en leek in Den Haag af te stevenen op nog een jaar in de Keuken Kampioen Divisie. Excelsior maakte echter een wonderbaarlijke comeback door in de laatste 13 minuten van de wedstrijd nog drie keer te scoren en zo verlenging af te dwingen. In deze verlenging kwam de ploeg van Dijkhuizen op achterstand (4–3), maar rechtte het wederom de rug via aanvoerder Redouan El Yaakoubi (4-4). Uiteindelijk besliste doelman Stijn van Gassel de penaltyserie door de negende strafschop van ADO te stoppen en zo keerde Excelsior na drie jaar afwezigheid terug in de Eredivisie. El Yaakoubi speelde als aanvoerder 41 wedstrijden en scoorde zes keer.
Op 6 augustus 2022 debuteerde El Yaakoubi in de Eredivisie met een 2–0 overwinning op SC Cambuur. Op 4 september scoorde hij in de 5–2 nederlaag tegen RKC Waalwijk zijn eerste Eredivisie-doelpunt. 
Op 16 oktober tegen Ajax (7–1 nederlaag) weigerde El Yaakoubi in het kader van de OneLove-campagne de regenboogaanvoerdersband te dragen. Hij koos voor een wit exemplaar met daarop drie keer het woord ‘Respect’. Hij vertelde daarover: "Ik wil de boodschap alleen nog krachtiger en allesomvattender maken. Ik vind dat er respect moet zijn voor iedereen, ook voor mensen die er misschien net iets anders tegenaan kijken." Op 19 maart 2023 in de met 4-1 gewonnen thuiswedstrijd tegen SC Cambuur was er opnieuw een OneLove-campagne. El Yaakoubi en Marouan Azarkan weigerden achter een gezamenlijk spandoek te staan dat was gemaakt voor deze actie, ondanks de gemaakte afspraken met de clubleiding. Kort daarna besloot Excelsior El Yaakoubi de aanvoerdersband te ontnemen. El Yaakoubi bleef basisspeler, maar na de degradatie in de zomer van 2024 naar de Eerste divisie, vertrok hij.

### RKC Waalwijk
Na een halfjaar zonder club tekende El Yaakoubi bij RKC Waalwijk. Hij maakte zijn rentree in de Eredivisie tegen NAC Breda op 9 februari 2025 (5-0). Hij kwam in de 77e minuut in de ploeg voor Kevin Felida.

## Clubstatistieken
| Seizoen                     | Club            | Competitie     | Competitie | Competitie | Beker | Beker | Overig | Overig | Totaal | Totaal |
| Seizoen                     | Club            | Competitie     | Wed.       | Dlp.       | Wed.  | Dlp.  | Wed.   | Dlp.   | Wed.   | Dlp.   |
| --------------------------- | --------------- | -------------- | ---------- | ---------- | ----- | ----- | ------ | ------ | ------ | ------ |
| 2017/18                     | Jong FC Utrecht | Eerste divisie | 26         | 0          | –     | –     | –      | –      | 26     | 0      |
| 2018/19                     | Jong FC Utrecht | Eerste divisie | 19         | 0          | –     | –     | –      | –      | 19     | 0      |
| 2019/20                     | Telstar         | Eerste divisie | 22         | 0          | 1     | 0     | –      | –      | 23     | 0      |
| 2020/21                     | Telstar         | Eerste divisie | 35         | 0          | 1     | 0     | –      | –      | 36     | 0      |
| 2021/22                     | Excelsior       | Eerste divisie | 33         | 5          | 2     | 0     | 6      | 1      | 41     | 6      |
| 2022/23                     | Excelsior       | Eredivisie     | 14         | 1          | 0     | 0     | 0      | 0      | 14     | 1      |
| 2024/25                     | RKC             | Eredivisie     | 3          | 0          | 0     | 0     | 0      | 0      | 3      | 0      |
| Carrièretotaal              | Carrièretotaal  | Carrièretotaal | 152        | 6          | 5     | 0     | 6      | 1      | 163    | 7      |
| Bijgewerkt op 15 maart 2025 |                 |                |            |            |       |       |        |        |        |        |

## Maatschappelijke carrière

### Stichting Durf te Dromen
In het najaar van 2020 richtte El Yaakoubi de stichting Durf te Dromen op, waar kinderen uit de Utrechtse wijk Overvecht worden geholpen met het ontwikkelen van hun talenten. Uit onderzoek van Follow The Money en BOOS blijkt in 2025 dat El Yaakoubi facturen stuurt aan scholen welke van de stichting afkomstig lijken, maar in werkelijkheid vanuit zijn B.V. met de naam DTD B.V. verstuurd worden. Deze scholen waren hier van niet op de hoogte.